# Spitzhorn (Pragser Dolomiten)
Der Spitzhorn ist ein 2173 m hoher Gipfel in den Pragser Dolomiten in Südtirol (Italien) ca. 1,4 km nordöstlich vom Kronplatz und ca. 1,8 km südwestlich des Schartlbergs.